# In der Stunde des Luchses
In der Stunde des Luchses (Originaltitel: I lossens time) ist ein dänisch-schwedischer Spielfilm von Søren Kragh-Jacobsen aus dem Jahre 2013 nach einem Theaterstück des Schriftstellers Per Olov Enquist.

## Handlung
In einer winterlich verschneiten nordschwedischen Siedlung bringt ein junger, verwirrt wirkender Mann namens Drengen ein älteres Ehepaar anscheinend grundlos brutal um. Er landet in einer psychiatrischen Anstalt für Gewalttäter. Gegen den Widerstand des Aufsichtspersonals, das schwere Fälle wie Drengen in Sicherheitsverwahrung wegschließen will, versucht die junge Psychologin Lisbeth die soziale Kompetenz der Insassen durch den Umgang mit Haustieren zu stärken. Tatsächlich entwickelt der verschlossene Drengen eine enge Bindung zu einer ihm anvertrauten roten Katze, die er Valde nennt. Als ein eifersüchtiger Mitgefangener die Katze über die Anstaltsmauer schleudert, übt Drengen Rache und sticht ihn nieder. Lisbeth muss ihr gescheitertes Therapiekonzept abbrechen und überlässt die wiedergefundene Katze Drengen, um in einer letzten Nacht Abschied zu nehmen. Doch dieser erkennt Valde nicht mehr wieder und glaubt im Schnurren der Katze die Stimme Gottes zu hören, die ihm einen Suizid befiehlt. Drengen erwürgt die Katze und will sich anschließend mit einer Plastiktüte ersticken, doch er wird rechtzeitig gerettet.
Die Psychologin bittet die Pastorin Helen um Hilfe, Drengen den göttlichen Befehl auszureden. Doch Helen dringt nicht zu Drengen durch, der jeden Kontakt zur Außenwelt verweigert und nur fortwährend den Namen der Katze murmelt. Sie erkennt, dass Lisbeths Interesse in erster Linie ihrer Forschung gilt, für die sie ihre Patienten extremen Situationen aussetzt. Dennoch wagt sie das Experiment, sich mit Hilfe des Aufsehers Knud nachts in Drengens Zelle einschließen zu lassen, um Kontakt mit ihm aufzunehmen. Tatsächlich beginnt der junge Mann zu sprechen. Er berichtet von seiner Kindheit mit einer Mutter, die ihn vernachlässigt hat. Einige wenige glückliche Monate verbrachte er im Haus seines Großvaters, der ebenfalls Valde hieß, ihm von der „Stunde des Luchses“ erzählte, der 25. Stunde, in der alles geschehen könne, und der „Gottesharfe“, den Telefonleitungen, über die die Stimme Gottes zu hören sei. Jahre später versuchte er, jenes Haus seines kurzen Glücks wiederzufinden. Als er darin statt seines Großvaters ein altes Ehepaar antraf, sah er sie als Eindringlinge in sein Paradies und brachte sie um. Nachdem sich die Pastorin am Morgen von Drengen verabschiedet, erhängt er sich in seiner Zelle. Helen sorgt dafür, dass Drengen gemeinsam mit seiner Katze begraben wird. Ein Jahr später legt sie ihr Amt nieder, weil sie selbst angefangen hat, Gott in der Gestalt einer roten Katze zu sehen. Sie besucht das leerstehende Haus von Drengens Großvater, um das eine ebensolche Katze streunt.

## Literarische Vorlage
In der Stunde des Luchses (schwedischer Originaltitel I Lodjurets Timma) ist ein Theaterstück für fünf Personen des schwedischen Schriftstellers Per Olov Enquist, das am 9. April 1988 unter der Regie von Göran Graffmann am Königlich Dramatischen Theater in Stockholm uraufgeführt wurde. Die deutschsprachige Uraufführung fand am 30. Mai 1990 im Theater am Neumarkt Zürich unter der Regie von Heinz Kreidl statt. Die erste Aufführung in Deutschland war am 9. Mai 1992 am Stadttheater Ingolstadt. Regie führte Werner Schnitzer. 1991 produzierten der Hessische Rundfunk und Sachsen Radio eine Hörspielfassung unter der Regie von Heidemarie Rohweder. Es sprachen Günter Schaupp, Anke Zillich und Doris Schade.

## Rezeption
Bei den 55. Nordischen Filmtagen Lübeck erhielt In der Stunde des Luchses den mit 2500 Euro dotierten kirchlichen Interfilm-Preis. In der Begründung hieß es, der Regisseur stelle in einer „raffinierten Erzählweise“ Fragen nach dem Motiv eines Mordes, nach „Vergebung und Hoffnung“ und scheue sich nicht, „auch brutale Gewalt und ungewöhnliche spirituelle Zusammenhänge darzustellen.“ Cinema nannte den Film ein „[i]ntensives, anrührendes Psychorätsel“ und lobte die „spannende, sensibel inszenierte Reise in eine verwirrte Seele, deren Auflösung berührt, auch wenn sie nicht alles erklärt.“ Kino.de hingegen kritisierte, dass der Film trotz guter Schauspielerleistungen „arg konstruiert“ wirke und „ein ums andere Mal die Grenze zur Unglaubwürdigkeit überschreitet“. Die dänische Tageszeitung Berlingske bezeichnete den Film als „stilles und starkes Drama“. Laut Politiken verlange der Film dem Zuschauer eine gewisse „Selbstüberwindung“ ab, aber wenn man sich seiner Stimmung und Mystik überlasse, bilde er ein „Filmerlebnis jenseits des Gewohnten, das in einem lange nachwirkt.“

## Auszeichnungen
In der Stunde des Luchses wurde für verschiedene Filmpreise nominiert, blieb aber unprämiert. 2013 wurde der Film im Wettbewerb des estnischen Black Nights Film Festival in Tallinn gezeigt. Hauptdarstellerin Sofie Gråbøl erhielt im Jahr 2014 Nominierungen für die dänischen Filmpreise Bodil und Robert. Ebenfalls für den Robert nominiert wurden Nebendarstellerin Signe Egholm Olsen in der Rolle der Lisbeth sowie Produzent Lars Bredo Rahbek und Regisseur Søren Kragh-Jacobsen für den Publikumspreis (Bestes Filmdrama). 